# Сорокуш еквадорський
Сороку́ш еквадорський (Thamnophilus praecox) — вид горобцеподібних птахів родини сорокушових (Thamnophilidae). Ендемік Еквадору.

## Опис
Довжина птаха становить 16 см, вага 23-24 г. Самець маповністю чорний, за виняком покривних пер внутрішньої сторони крила, не помітних однак в дикій природі. У самиць голова, груди і горло чорні, груди поцятковані білими плямками. Верхня частина тіла світло-коричнева або рудувато-коричнева, нижня частина тіла дещо світліша.

## Поширення і екологія
Еквадорський сорокуш був відомий лише за голотипом до 1991 року, коли він був повторно знайдений недалеко від імовірної типової місцевості, поблизу річки Лагарто на сході провніції Напо, а також поблизу Ла-Сельви на південному і північному березі річки Напо. Також були окремі свідчення про спостереження птаха в прилеглих районах Перу і Колумбії. Дослідники відмітили, що еквадорський сорокуш є досить поширеним птахом, однак лише на обмеженій території.
Еквадорські сорокуші живуть парами у варзейських лісах (тропічних лісах у заплавах Амазонки і її притоків) на висоті 200-250 м над рівнем моря. Вони віддають перевагу місцям, затопленим вподовж всього року. Харчуються комахами, яких ловлять в чагарниках поблизу води. Ведуть денний спосіб життя.

## Збереження
МСОП вважає стан збереження цього виду близьким до загрозливого через обмежений ареал птаха і знищення природного середовища.